# 沈阳工程学院
沈阳工程学院（英文：Shenyang Institute of Engineering，SIE）是一所位于中华人民共和国 辽宁省沈阳市的一所公立高校。
沈阳工程学院是一所以工为主，工、理、经、文、管、法等学科发展的多科性高等院校，是辽宁省人民政府与国家电力投资集团共建的省属重点本科院校，是辽宁省内唯一一所以能源电力为主干学科的地方本科高校，是“辽宁省普通本科高等学校向应用型转变示范高校”，获评“教育部全国毕业生就业典型经验高校”，CDIO工程教育联盟成员单位。
学校是2003年4月经教育部批准，由原沈阳电力高等专科学校与辽宁商务职业学院合并组建的一所省属本科院校。原沈阳电力高等专科学校前身是始建于1952年的东北电力管理局技工学校，此后历经沈阳电力学校、沈阳电力学院、东北电业管理局沈阳培训中心、沈阳电力专科学校等历史时期，1992学院更名为沈阳电力高等专科学校；原辽宁商务职业学院办学历史可追溯至1947年的哈尔滨青年干部学校，此后历经东北青年干部学校、东北团校、辽宁省团校、辽宁青年干部学院、辽宁青年管理干部学院等办学阶段，1999年更名为辽宁商务职业学院。
截至2018年初，学校有主校区、科技园区和产业园区，占地面积近86万平方米，建筑面积近46万平方米；有全日制研究生、本专科生和留学生11000余人；设有13个二级学院、3个教学部和1个工程实训中心，开设30个本科专业、7个专科专业；有640余名专任教师。

## 历史沿革
沈阳电专历史沿革
- 1952年，东北电业管理局技工学校创建。
- 1954年，东北电业管理局技工学校更名为东北电业管理局沈阳电力技工学校。
- 1956年，东北电业管理局沈阳电力技工学校更名为沈阳电力工人技术学校。
- 1958年，沈阳电力工人技术学校更名为东北电业管理局沈阳电力学校。
- 1960年，东北电业管理局沈阳电力学校升格为沈阳电力学院。
- 1960年，沈阳电力建设局电力学校并入沈阳电力学院。
- 1961年，锦州供电局电力学校并入沈阳电力学院。
- 1962年，沈阳电力学院改建为沈阳电力学校。
- 1962年，沈阳电力学院（本科班）并入吉林电力学院，现发展为东北电力大学。
- 1982年，东北电业管理局沈阳培训中心创建（合署）。
- 1985年，沈阳电力学校升格为沈阳电力专科学校。
- 1992年，沈阳电力专科学校更名为沈阳电力高等专科学校。

沈阳电专历史梗概
一、东北电力管理局技工学校（1952年5月—1958年3月）
- 1952年5月23日，经东北人民政府批准组建了东北地区第一所电力技工学校——东北电业管理局技工学校。
- 1954年6月，学校改名为东北电业管理局沈阳电力技工学校。
- 1956年10月，学校改名为沈阳电力工人技术学校。

二、沈阳电力学校（1958年7月—1960年3月）
- 1958年7月，学校升格为中专，校名改为东北电业管理局沈阳电力学校，在继续办好技工班的同时，开办了电厂热能动力装置、发电厂及电力系统、电力系统继电保护、电厂化学、电力通讯6个专业，开始招收4年制中专生。

三、沈阳电力学院（1960年3月—1962年9月）
- 1960年，根据水利电力部指示，学校由中专升格为大学，校名改为沈阳电力学院。当年4月招收两个本科班。
- 1960年12月8日，沈阳电力建设局电力学校并入沈阳电力学院，成立沈阳电力学院中专部。
- 1961年9月26日，锦州供电局电力学校并入沈阳电力学院，成立沈阳电力学院锦州中专部。

四、沈阳电力学校（1962年9月—1984年6）
- 1962年5月，根据中央“调整、巩固、充实、提高”的八字方针，两个本科班转入吉林电力学院学习，同年学校停办大学，仍办中专。校名为沈阳电力学校。
- 1980年沈阳电力学校被教育部列为重点中专。

五、东北管理局沈阳培训中心（1984年6月—1985年9月）
- 1984年6月，成立东北电业管理局沈阳培训中心。

六、沈阳电力专科学校（1985年9月—1992年4月）
- 1985年9月，被国家教委批准升格为大专，校名为沈阳电力专科学校。

七、沈阳电力高等专科学校(1992年4月—2003年4月)
- 1992年4月，学校改名为沈阳电力高等专科学校。
- 1952年—2003年4月校址在沈阳市长江街134号。

辽宁商务职业技术学院历史沿革
- 1947年，哈尔滨青年干部学校创建。
- 1948年，哈尔滨青年干部学校更名为东北青年干部学校。
- 1951年，东北青年干部学校更名为东北团校。
- 1954年。东北团校更名为辽宁省团校。
- 1966年，辽宁省团校停办；1978年辽宁省团校复校。
- 1984年，辽宁省团校更名为辽宁青年干部学院。
- 1985年，辽宁青年干部学院升格为辽宁青年管理干部学院。
- 1999年，辽宁青年管理干部学院升格为辽宁商务职业学院。

辽宁商务职业技术学院历史梗概
- 1947年6月，成立以短期干部培训为主的哈尔滨青年干部学校。校址为哈尔滨道里区地段92号。
- 1948年11月，学校随中共中央东北局机关由哈尔滨迁至沈阳，校名改为东北青年干部学校。为新中国的建立培养了大批干部，校址为沈阳市和平区北二马路4段79号。
- 1951年11月，学校改名为东北团校。成为东北地区唯一一所为共青团事业培养优秀干部的基地和摇篮，校址为沈阳市和平区北二马路4段79号。
- 1954年11月，成立辽宁省团校，以短期培训形式为各级党组织培养青年干部。
- 1958年8月，学校改名为辽宁省团校。校址为沈阳市沈河区文化路2段4号。
- 1966年，“文革”开始，学校停止办学。
- 1978年4月，辽宁省省委决定恢复辽宁省团校。开始短期培训共青团干部。
- 1985年2月，经辽宁省省政府批准成立为辽宁青年干部学院。校址为沈阳市沈河区文化路2段4号。
- 1986年改名为辽宁青年管理干部学院，正式纳入国家成人高等学历教育体系。1989年学院完成了校园易地换建工作，校址迁入沈阳市东陵区文萃路94号。
- 1999年7月，经国家教育部批准，学院由成人高等院校转制为普通高职院校，更名为辽宁商务职业学院。

沈阳工程学院历史沿革
- 2003年，沈阳电力高等专科学校、辽宁商务职业学院合并升格为沈阳工程学院
- 2004年10月，沈阳工程学院整体搬迁至新校区，沈阳道义经济开发区正义三路18号
- 2009年，校址地址更名为沈阳市沈北新区蒲昌路18号
- 2011年10月，被确定为硕士专业学位研究生试点工作单位，在“动力工程、电气工程”两个领域获得工程硕士学位授权。
- 2015年，沈阳工程学院电气工程及其自动化专业、热能与动力工程专业在辽宁省内一本B段招生。
- 2015年6月，被教育部评为全国毕业生就业典型经验高校。
- 2016年3月，沈阳工程学院获得招收来华留学生资质。

## 院系设置[1]
研究生院/学科建设办公室
电力学院
能源与动力学院
自动化学院
机械学院
信息学院
新能源学院
经济管理与法学院
国际教育学院
继续教育学院
马克思主义学院/辽宁省团校
基础教学部/美育中心
体育教学部
外语教学部
工程训练中心
网络与计算中心